# Revest-les-Roches
Revest-les-Roches è un comune francese di 212 abitanti situato nel dipartimento delle Alpi Marittime della regione della Provenza-Alpi-Costa Azzurra.

## Storia
Sotto il Regno di Sardegna il comune di Revest-les-Roches era unito a Torretta nel comune di "Torretta Revest".
Il villaggio di Revest-les-Roches fin dal 1388 ha seguito, con la contea di Nizza le vicende storiche prima della Contea di Savoia e del Ducato di Savoia, e poi dopo il Congresso di Vienna, dal 1815 al 1860, le sorti del Regno di Sardegna-Piemonte.

## Toponomastica
Il nome del villaggio, tale quale appare la prima volta nel 1007 come "Revestis“, è tratto dall'occitano "revèst", variante di "revers" in francese, ed anche in italiano "riverso", designante un sito esposto a nord.

## Società

### Evoluzione demografica
Abitanti censiti